# КК Вулфс Вервје-Пепинстер
КК Вулфс Вервје-Пепинстер (енгл. VOO Wolves Verviers-Pepinster) је белгијски кошаркашки клуб из подручја Вервје-Пепинстер у Провинцији Лијеж. Такмичи се у Првој лиги Белгије.

## Успеси

### Национални
- Куп Белгије:
  - Победник (1): 1980.

## Учинак у претходним сезонама
| Сез.     | Првенство Белгије | Куп Белгије        | Европско такмичење |
| -------- | ----------------- | ------------------ | ------------------ |
| 2011/12. | 9. место          | –                  | -                  |
| 2012/13. | 8. место          | Полуфинале         | -                  |
| 2013/14. | 9. место          | Шеснаестина финала | -                  |
| 2014/15. | Четвртфинале ПО   | Шеснаестина финала | -                  |
| 2015/16. | 10. место         | Шеснаестина финала | -                  |

## Познатији играчи
- Торнике Шенгелија
- Веселин Петровић
- Немања Александров
- Никола Јанковић
- Немања Бешовић
- Џамар Вилсон
- Дарел Вилијамс